# 多治比賀智
多治比 賀智（たじひ の かち、生没年不詳）は、奈良時代の貴族。姓は真人。官位は従五位下・宮内少輔。

## 経歴
桓武朝の延暦5年（786年）正六位上から従五位下に昇叙、さらに、同月信濃介に補任。同8年（789年）、翌9年（790年）には、それぞれ桓武天皇の皇太后高野新笠や、皇后藤原乙牟漏の喪葬に際して、林浦海らとともに、陵墓造営の役夫に糧食などを支給する養民司を務めた。同10年、信濃介を平群清麻呂と交替し、（791年）、藤原大継の後任の宮内少輔となる。以後の経歴は不明である。

## 官歴
『続日本紀』による。
- 時期不詳：正六位上
- 延暦5年（786年） 正月7日：従五位下。正月24日：信濃介
- 延暦8年（789年） 12月29日：養民司（皇太后・高野新笠崩御）
- 延暦9年（790年） 閏3月11日：養民司（皇后・藤原乙牟漏崩御）
- 延暦10年（791年） 7月28日：宮内少輔